# Gräfenberg
Gräfenberg – miasto w Niemczech, w kraju związkowym Bawaria, w rejencji Górna Frankonia, w regionie Oberfranken-West, w powiecie Forchheim, siedziba wspólnoty administracyjnej Gräfenberg. Leży ok. 15 km na południowy wschód od Forchheimu, przy drodze B2 i linii kolejowej Gräfenberg – Norymberga.

## Podział administracyjny
W skład miasta wchodzą następujące części (Stadtteile):
| - Dörnhof - Gräfenberg - Gräfenbergerhüll - Guttenburg - Haidhof - Höfles - Hohenschwärz - Kasberg - Lilling | - Lillinger Höhe - Neusles - Rangen - Schlichenreuth - Sollenberg - Thuisbrunn - Walkersbrunn |

## Zabytki i atrakcje
- ratusz
- brama miejska
- Kościół pw. św. Michała (St. Michael)

## Współpraca
Miejscowości partnerskie:
- Prigny, Francja od 1987[2]
- Tiszaföldvár, Węgry od 2003[2]

## Galeria

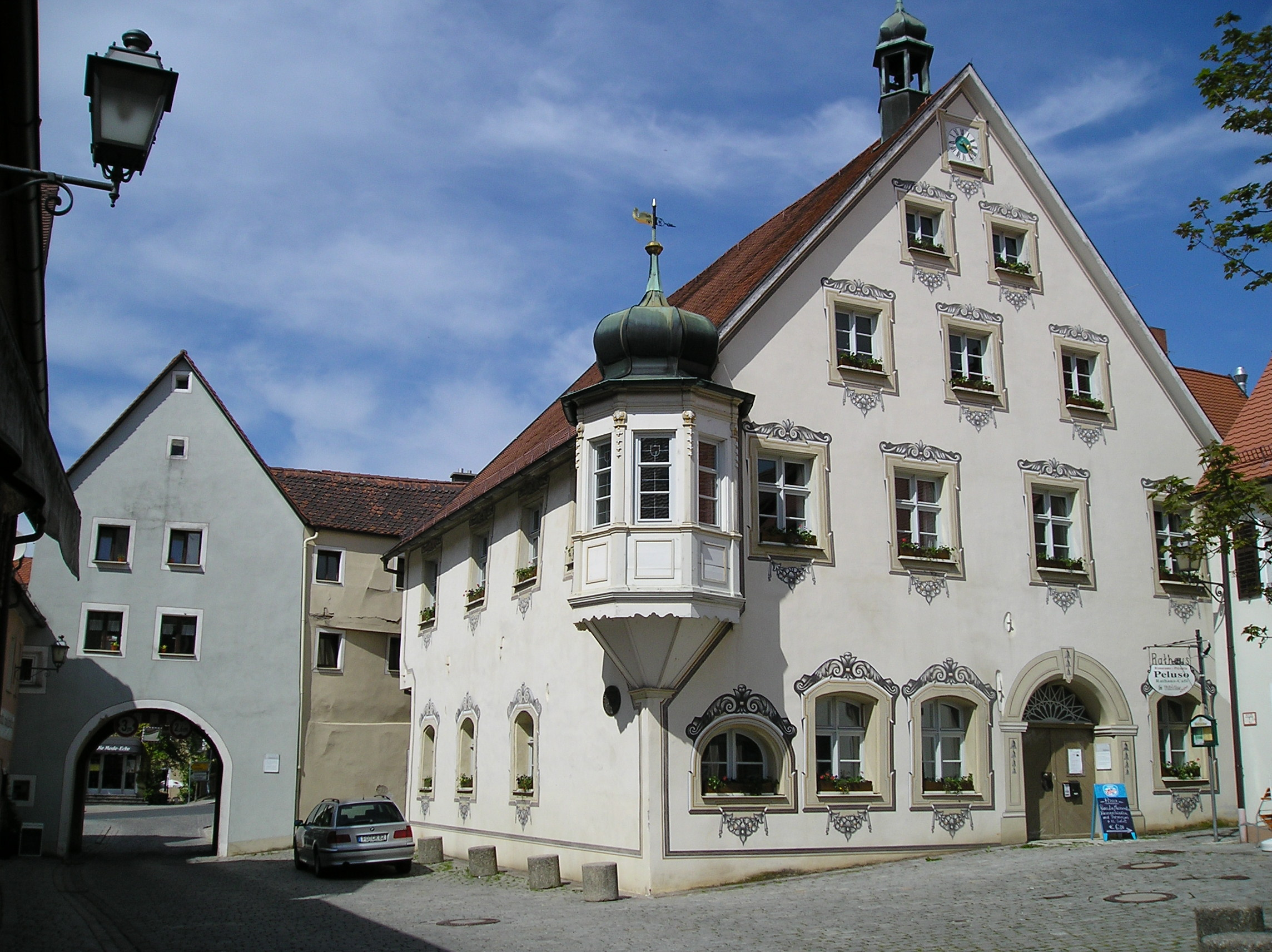
Ratusz
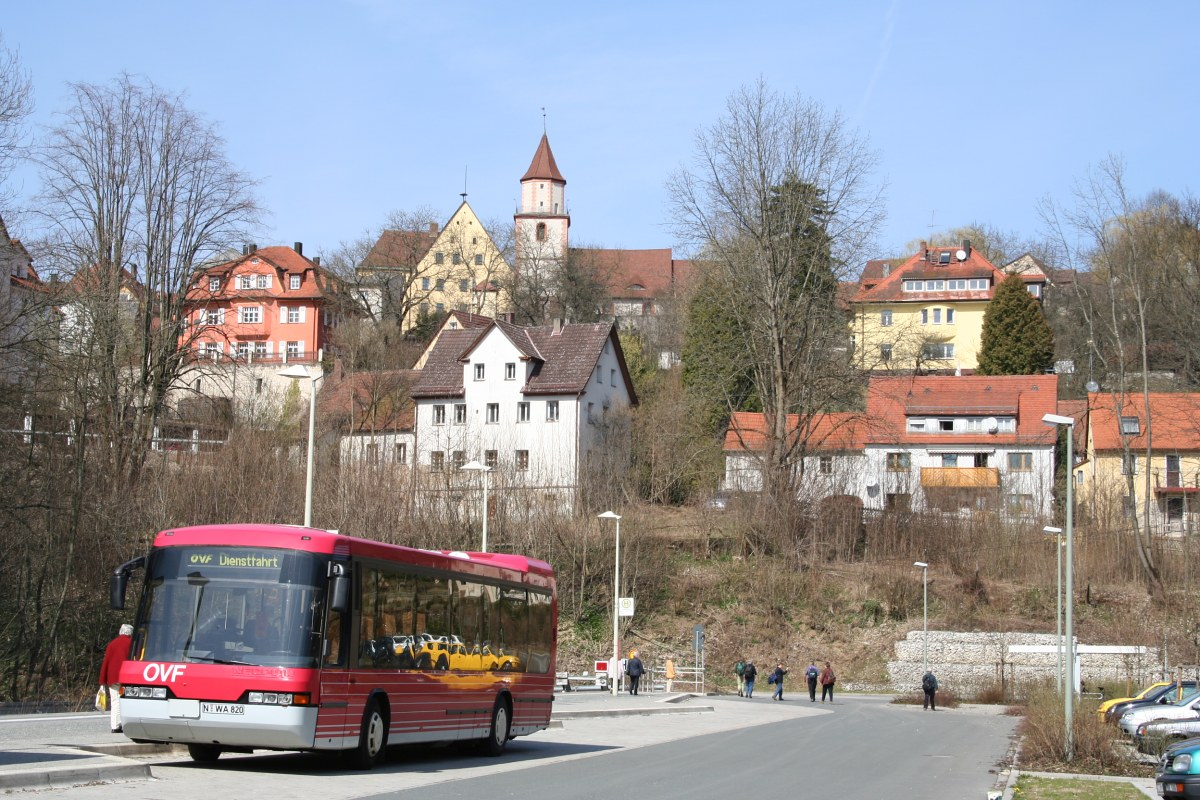
Gräfenberg
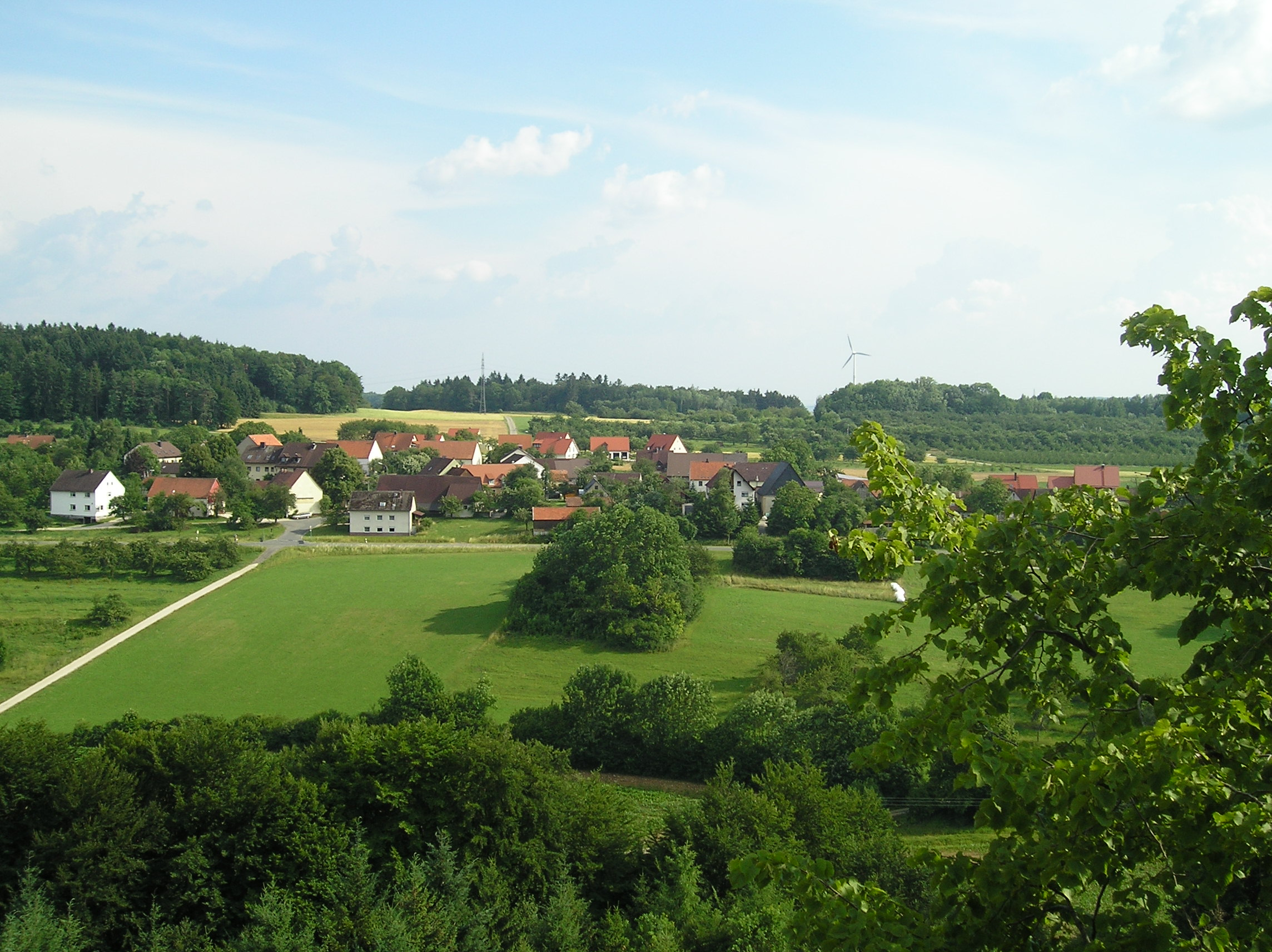
Dzielnica Haidhof
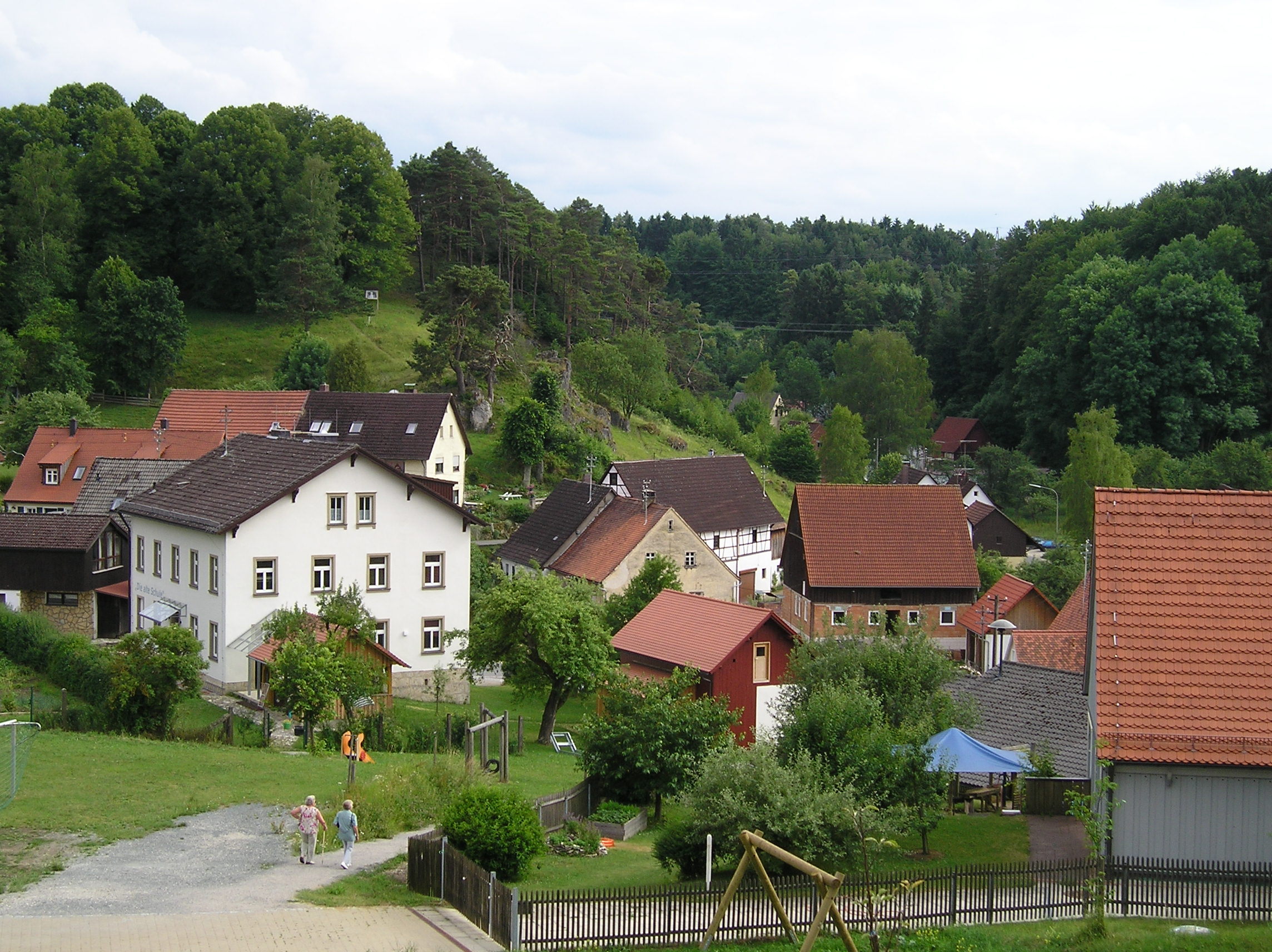
Dzielnica Thuisbrunn